# Nikolaus I. von Gleißenberg
Nikolaus I. von Gleißenberg († 22. März nach 1444) war von 1431 bis 1444 Abt des Benediktinerklosters in Münsterschwarzach.

## Leben
Über die Herkunft des Abtes Nikolaus ist nur sehr wenig bekannt. Er stammte wohl aus einer Familie des Niederadels, die ihren Stammsitz im Ort Gleißenberg, heute einem Ortsteil von Burghaslach, hatte. Auch die Ausbildung des Nikolaus wird in den Quellen nicht erwähnt. Er wurde erst fassbar, als er bereits Abt von Münsterschwarzach war. Nach dem Tod des Konrad Geyer übernahm er 1431 das Kloster und wurde hier erstmals am 2. Juli 1432 erwähnt.
Der Abt erhielt bereits 1432 vom achten Provinzialkapitel der Benediktiner in Augsburg das Recht, zusammen mit dem Neustädter Abt, die fränkischen Abteien zu visitieren. Innerhalb des Klosters selbst war Nikolaus nicht so erfolgreich. Er versetzte viele Rechte der Abtei und sammelte hierdurch einen Schuldenberg von 12000 Gulden an. Während das Kloster darbte, lebte der Abt selbst auf „großem Fuß“ (lat. voluptuose vixit) und reizte so den Konvent zusätzlich.
Letztmals ist Abt Nikolaus im Kloster am 22. Oktober 1443 nachgewiesen. Die Mönche bemühten sich daraufhin um seine Absetzung, was ihnen 1444 auch gelang. Bischof Gottfried IV. Schenk von Limpurg enthob ihm seines Amtes, der abgesetzte Prälat wurde sogar noch zusätzlich exkommuniziert. Über das Leben nach der Absetzung schweigen die klösterlichen Quellen naturgemäß. Lediglich das Todesdatum des Ausgeschlossenen ist überliefert: Nikolaus von Gleißenberg starb an einem 2. März.

## Wappen
Ein persönliches Wappen ist für Nikolaus von Gleißenberg nicht überliefert, jedoch entstammte er wohl einem Dienstmannengeschlecht aus einem Dorf, das im Umland der Stadt Scheinfeld zu finden ist. Beschreibung des Familienwappens: Ein Widderhorn. Das Wappen ist nicht farbig ausgeführt, der Buchstabe g wurde jedoch auf dem Feld angebracht.